# Foucherans (Giura)
Foucherans è un comune francese di 1 832 abitanti situato nel dipartimento del Giura nella regione della Borgogna-Franca Contea.

## Società

### Evoluzione demografica
Abitanti censiti